# Partia Socjalistyczna (Indonezja)
Partia Socjalistyczna (indonez. Partai Sosialis) – socjalistyczna, indonezyjska partia polityczna założona w grudniu 1945.

## Historia
Partia Socjalistyczna oficjalnie została powołana do życia w grudniu 1945, podczas zjazdu założycielskiego w jawajskim mieście Cirebon przez działaczy Socjalistycznej Partii Indonezji - Parsi oraz Socjalistycznej Partii Ludowej - PRS. Przewodniczącym ugrupowania został wywodzący się z Socjalistycznej Partii Ludowej - Sutan Syahrir, zaś wiceprzewodniczącym lider Parsi - Amir Sjarifuddin.
Zaraz po powstaniu, ugrupowanie uzyskało 5 z możliwych 25 miejsc w Centralnym Indonezyjskim Komitecie Narodowym, które faktycznie sprawowało funkcję pomocniczą wobec prezydenta Sukarno po uzyskaniu niepodległości przez Indonezję. Partia uzyskała dużą popularność pośród studentów oraz nielicznej, jak na owe czasy, indonezyjskiej inteligencji.
Z biegiem czasu większość wpływów w ugrupowaniu przejął Amir Sjarifuddin wraz ze skrzydłem blisko związanym z Komunistyczną Partią Indonezji. Sprzeciw wobec takiego stanu rzeczy wyrażał Sutan Syahrir, który ostatecznie wraz ze swoimi stronnikami został wydalony z partii w czerwcu 1947. Grupa ta, 13 lutego 1948 roku, ogłosiła powstanie nowej Indonezyjskiej Partii Socjalistycznej.